# Stemma di Messina
Lo stemma ed il gonfalone della città di Messina hanno conformazione indicata nel decreto di riconoscimento del 1º maggio 1942 ed adeguato al successivo decreto-legge 26 ottobre 1944 n. 313. Lo stemma della città di Messina è araldicamente così descritto: «scudo a testa di cavallo, di rosso alla croce d'oro, circondato da due tralci di vite al naturale fruttati d'oro, timbrato dalla corona di città» mentre il gonfalone è un «drappo di rosso alla croce di giallo, sorretto da asta cimata di alabarda».

## Storia

Gonfalone civico

Lo stemma di Messina era, nei primissimi tempi, una falce (simboleggiante la forma del porto), che alla occupazione dei Messeni, divenne una M. I Mamertini in seguito vi sostituirono un castello (o secondo altre tradizioni tre torri in campo verde). Secondo la leggenda il suo stemma attuale, una croce d'oro in campo rosso, che con l'aggiunta di quattro Β (beta) è proprio dei Paleologi, imperatori d'Oriente, è fatto risalire al V secolo d.C. Nel 407, infatti, l'Imperatore d'Oriente Arcadio, figlio di Teodosio I, dopo essere stato scacciato da Costantinopoli, capitale dell'Impero, si trovò assediato dai Bulgari all'interno delle mura della città greca di Tessalonica.
 All'arrivo delle richieste di aiuto da parte dell'Imperatore, Messina, che già allora era tra le più fiorenti città marinare del Mediterraneo, inviò in suo aiuto quindici navi cariche di armati e provviste al comando del generale Metrodoro, riuscendo non solo a liberare Arcadio dall'assedio in Tessalonica, ma persino a riconquistare Costantinopoli, restituendola all'Imperatore. Arcadio, grato di ciò ai messinesi, avrebbe donato loro in perpetuo lo stesso vessillo recante lo stemma imperiale il quale sostituì il precedente e avrebbe decretato che sulle mura della torre della basilica di Santa Sofia a Costantinopoli venisse incisa la frase "Gran mirci a Messina" ("Molte grazie a Messina"), oggi presente, a lettere dorate, sui cancelli del Municipio. L'Imperatore, inoltre, avrebbe insignito la città del titolo di città principale dell'Impero al pari di Costantinopoli e di Protometropoli della Sicilia e della Magna Grecia, e le avrebbe conferito il Comando e Governo perpetuo della Sicilia (la cui capitale era allora Siracusa), ordinando che la nave capitolina di Messina avesse in mezzo a tutte le altre il primo posto e che l'Imperatore, dovendo navigare, non si servisse d'altra che quella. Il vecchio stemma di tre torri in campo verde sarebbe quindi stato donato da Messina alla città di Rometta. La leggenda non ha comunque basi storiche non essendoci stato durante il regno di Arcadio un assedio di Tessalonica o una conquista di Costantinopoli.
È da notare che i colori rosso ed oro sono propri della dinastia aragonese, si veda ad esempio le barre d'Aragona, e sono presenti sulla bandiera siciliana. Allo stemma, in alcune figurazioni antiche, è associato il motto latino FERT LEO VEXILLUM MESSANÆ CUM CRUCE SIGNUM (Porta il leone la bandiera con la croce, ecco il segno di Messina) presente, insieme al leone rampante nello stemma attuale della provincia di Messina.

## Onorificenze
Il gonfalone di Messina ha ricevuto anche le seguenti onorificenze: